# Tim Walberg
Timothy Lee Walberg, detto Tim (Chicago, 12 aprile 1951), è un politico statunitense, membro della Camera dei Rappresentanti per lo stato del Michigan dal 2007 al 2009 e poi ancora dal 2011.

## Biografia
Nato a Chicago, dopo essere stato per breve periodo un pastore protestante, Walberg entrò in politica con il Partito Repubblicano.
Nel 1982 vinse un seggio all'interno della legislatura statale del Michigan, dove rimase per i successivi sedici anni. Nel 2004 si candidò alla Camera dei Rappresentanti ma nelle primarie repubblicane venne sconfitto da Joe Schwarz, che poi vinse anche le elezioni generali.
Nel 2006 Walberg si candidò nuovamente per il seggio e questa volta riuscì a sconfiggere nelle primarie Schwarz, per poi vincere di misura le elezioni generali contro l'avversaria democratica. Nel 2008 chiese agli elettori un secondo mandato da deputato, ma venne sconfitto dal candidato democratico Mark Schauer.
Nel 2010 Walberg annunciò di volersi ricandidare per il suo vecchio seggio e sfidò nuovamente Schauer, riuscendo questa volta a sconfiggerlo. In questo modo tornò al Congresso dopo due anni di assenza, per poi essere riconfermato nelle successive tornate elettorali.